# Final da Copa do Mundo de Futebol Feminino de 2023
A final da Copa do Mundo Feminina da FIFA 2023 é a próxima partida de futebol para determinar a vencedora da Copa do Mundo Feminina da FIFA 2023. Foi a nona final da Copa do Mundo Feminina da FIFA, torneio quadrienal disputado pelas seleções femininas das associações membros da FIFA. A partida foi realizada no Stadium Australia em Sydney, na Austrália, em 20 de agosto de 2023. Foi disputado entre Espanha e Inglaterra, a primeira participação de ambas as seleções em uma final de Copa do Mundo Feminina. Ambas as seleções buscavam se tornar apenas o segundo país a vencer as Copas do Mundo masculina e feminina, depois da Alemanha em 2003, além de se tornar a primeira seleção representando a UEFA a vencer o torneio desde a Alemanha em 2007. Foi a terceira final europeia da Copa do Mundo Feminina, depois das finais de 1995 e 2003. Ambas as finais também foram disputadas entre potenciais novos campeões.

## Contexto
A Espanha disputará sua primeira final de Copa do Mundo Feminina, naquela que é sua terceira participação em Copas do Mundo Feminina; tendo sido eliminada na fase de grupos em 2015 e nas oitavas de final de 2019 . Elas estão tentando imitar o que a seleção masculina fez em 2010, vencendo a Copa do Mundo em sua primeira participação em uma final.
A Inglaterra jogará sua primeira final de Copa do Mundo Feminina, naquela que é sua sexta participação em Copas do Mundo Feminina. Sua melhor conquista anterior foi terminar em terceiro lugar em 2015. Elas estão tentando imitar o que a seleção masculina fez em 1966 como anfitriões, vencendo a Copa do Mundo em sua primeira participação em uma final.
Esta final será a terceira final totalmente europeia na história da Copa do Mundo Feminina, depois de 1995 - quando a Noruega conquistou seu primeiro título ao derrotar a Alemanha em Estocolmo - e 2003 - quando a Alemanha conquistou seu primeiro título com um gol de ouro contra a Suécia em Carson, para se tornar o primeiro país a vencer as Copas do Mundo de ambos os sexos; na época, sua seleção masculina havia conquistado três títulos mundiais. Como resultado, qualquer um dos times se tornará o primeiro time europeu a vencer o torneio desde a Alemanha em 2007. Qualquer uma das equipes também será a primeira campeã da Copa do Mundo Feminina desde o Japão em 2011.
As duas equipes se enfrentaram anteriormente nas quartas de final da UEFA Women's Euro 2022 no Falmer Stadium em Brighton e Hove. A anfitriã Inglaterra venceu por 2 a 1 a caminho de vencer o torneio e seu primeiro grande troféu, com Esther González abrindo o placar para a Espanha antes do empate de Ella Toone aos 84 minutos e da vitória de Georgia Stanway na prorrogação.
A inglesa Sarina Wiegman também conseguiu sua quarta final de campeonato importante em cinco anos, depois de vencer o UEFA Women's Euro 2017 e terminar como vice-campeã na Copa do Mundo Feminina de 2019 com a seleção da Holanda, além de vencer o Women's Euro 2022 como técnica da Inglaterra.

## Local
O Stadium Australia foi escolhido como local da final em 31 de março de 2021. O estádio, inaugurado em março de 1999, foi construído para sediar os Jogos Olímpicos de Verão de 2000, e tem capacidade atual para 81.500 torcedores. O estádio sediou a partida pela medalha de ouro do futebol masculino olímpico de 2000, bem como jogos da Copa Asiática de Seleções masculinas de 2015, incluindo a final. O estádio também sedia muitas outras competições esportivas, incluindo rugby league, rugby union, críquete e futebol australiano, além de shows.

### Final
| 20 de agosto   | Espanha     | 1 – 0     | Inglaterra | Stadium Australia, Sydney               |
| 20:00 (UTC+10) | Carmona 29' | Relatório |            | Público: 75 784 Árbitro: USA Tori Penso |

## Premiações
| Copa do Mundo de Futebol Feminino de 2023 |
| Espanha                                   |
| ----------------------------------------- |
| Espanha Campeã (1.º título)               |